# Trichardis testacea
Trichardis testacea là một loài ruồi trong họ Asilidae. Trichardis testacea được Macquart miêu tả năm 1838.